# Constituição sueca de 1809
A Constituição de 1809 (em sueco:  1809 års regeringsform) foi a nova constituição da Suécia, aprovada em 1809, na sequência do Golpe de estado de 1809, pelo qual o rei Gustavo IV foi derrubado e substituído por Carlos XIII.
Era composta por ”quatro leis fundamentais” (grundlagar), que regulamentavam o sistema político do país:
- O Instrumento de Governo de 1809 (Regeringsformen), que substituía o então caducado Instrumento de Governo de 1772;[1]
- O Regulamento do Parlamento (Riksdagsordning);
- O Ato da Sucessão (Successionsordningen);
- O Ato da Liberdade de Imprensa (Förordning om en allmän tryckfrihet).

Este documento estabelecia uma separação de poderes entre o rei e o parlamento:

- O poder executivo era detido pelo rei, mas partilhado agora com o Conselho de Estado (Statsråd), responsável perante o Parlamento;
- O poder de tributar ficava nas mãos do Parlamento;
- O poder legislativo era dividido entre o rei e o Parlamento, com poderes acrescidos nos campos das finanças, da feitura de leis e do controle político;
- O poder judicial era atribuído à Suprema Corte da Suécia, sendo os juízes nomeados pelo rei.

O texto foi assinado pelo rei Carlos XIII e pelos representantes das quatro classes do parlamento - camponeses, burgueses, padres e nobres.
O Instrumento de Governo de 1809 esteve em vigor durante 165 anos, até ser substituída pelo Instrumento de Governo de 1974 (1974 års regeringsform), tendo então a Suécia recebido uma nova constituição, na qual o parlamentarismo e o papel dos partidos ganharam um papel central, ao mesmo tempo que a posição do monarca foi especificada e reduzida a funções cerimoniais, passando o presidente do parlamento a dirigir a formação de novos governos.

## Ligações exteriores
- Wikisource - Regeringsform 1809 (texto original)